# (5627) Short
(5627) Short es un asteroide que forma parte del cinturón interior de asteroides descubierto el 16 de junio de 1991 por Robert H. McNaught desde el Observatorio de Siding Spring, Nueva Gales del Sur, Australia.

## Designación y nombre
Designado provisionalmente como 1991 MA. Fue nombrado Short en homenaje a James Short (1710–1768), un renombrado fabricante de telescopios escocés.

## Características orbitales
1991 MA está situado a una distancia media del Sol de 1,877 ua, pudiendo alejarse hasta 1,917 ua y acercarse hasta 1,838 ua. Su excentricidad es 0,021 y la inclinación orbital 26,35 grados. Emplea 939,925 días en completar una órbita alrededor del Sol.

## Características físicas
La magnitud absoluta de 1991 MA es 14,3. Tiene 2,679 km de diámetro y su albedo se estima en 0,519. 